# Robert Mertens

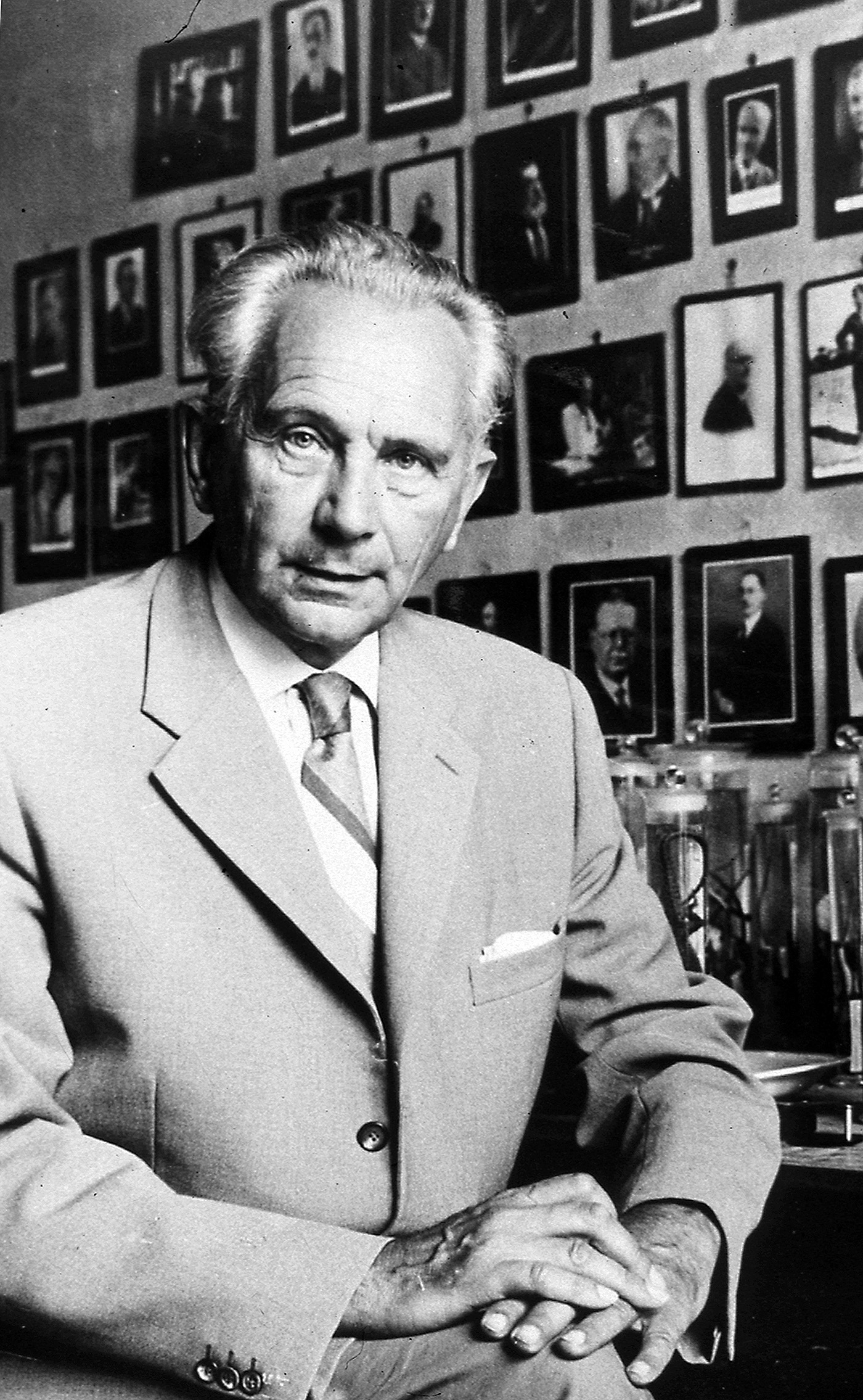
Robert Mertens

Robert Friedrich Wilhelm Mertens (* 1. Dezember 1894 in Sankt Petersburg; † 23. August 1975 in Frankfurt am Main) war ein deutscher Biologe und von 1946 bis 1959 Direktor des Forschungsinstitutes und Naturmuseums Senckenberg in Frankfurt am Main.
Als bedeutender Herpetologe beschrieb er viele Reptilienarten neu und machte Senckenberg zu einem wichtigen Sammlungsstandort der internationalen Herpetologie. Er erstbeschrieb 52 Arten von Reptilien.
Robert Mertens galt über 20 Jahre (1954–1975) als der Experte für die Gattung der Taggeckos (Phelsuma), in der er nicht weniger als 20 neue Arten und Unterarten beschrieb. Bedeutend sind des Weiteren seine Forschungen zur Echsenfamilie Varanidae. Im Jahr 1960 wurde er zum Mitglied der Leopoldina gewählt.
Auch die heimatkundliche Herpetologie hat von Mertens Werk stark profitiert. Sein Werk „Reptilien und Amphibien des Rhein-Main-Gebietes“ kann noch immer als zuverlässige Quelle für herpetologische Exkursionen im weiteren Umkreis um Frankfurt genutzt werden.
Robert Mertens war 1964 einer der Hauptinitiatoren zur Gründung der Deutschen Gesellschaft für Herpetologie und Terrarienkunde (DGHT), der heute größten herpetologischen Vereinigung der Welt. Er wurde später auch zum Ehrenmitglied. Des Weiteren wurde die Buchreihe Mertensiella ihm zu Ehren benannt.
Ferner begründete er die Mertenssche Mimikry.

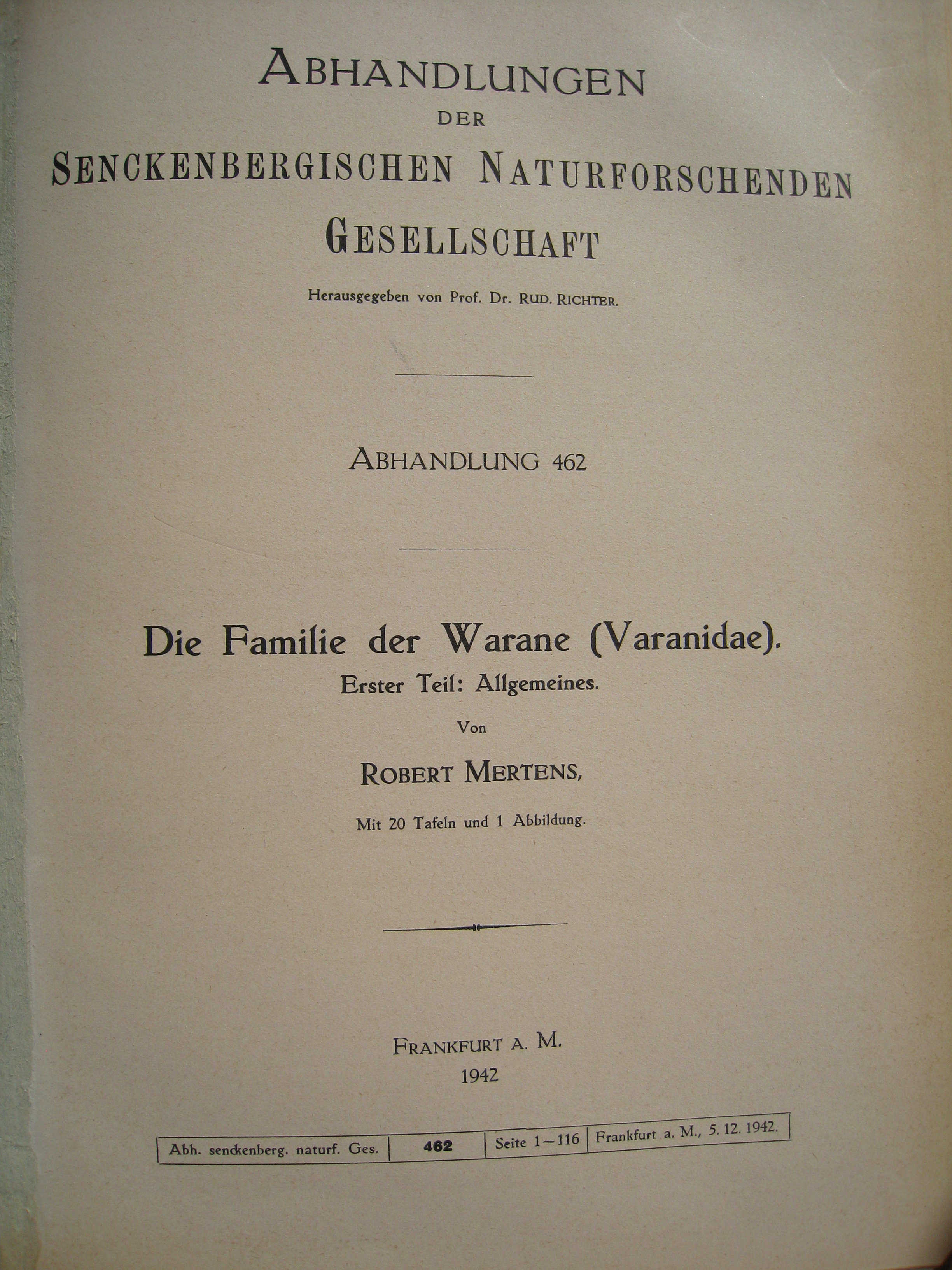
Titelblatt von Robert Mertens (1942): Die Familie der Warane (Varanidae). Erster Teil: Allgemeines. Abhandlungen der senckenbergischen naturforschenden Gesellschaft 462.

Robert Mertens starb im Alter von 80 Jahren am Biss einer von ihm in Frankfurt gehaltenen Kap-Vogelnatter (Thelotornis capensis) – einer Schlange, gegen deren Gift es auch heute noch kein Gegengift gibt. Er starb 18 Tage, nachdem er gebissen worden war.
Um ihn zu ehren, wurden der Mertens-Wasserwaran (Varanus mertensi) und der Taggecko Phelsuma robertmertensi nach Robert Mertens benannt. Ferner wurde ihm 1952 das Große Bundesverdienstkreuz verliehen.